# Mark Tinordi
Mark Douglas Tinordi, född 9 maj 1966, är en kanadensisk före detta professionell ishockeyspelare.
Tinordi tillbringade tolv säsonger i den nordamerikanska ishockeyligan National Hockey League (NHL), där han spelade för ishockeyorganisationerna New York Rangers, Minnesota North Stars, Dallas Stars och Washington Capitals. Han producerade 200 poäng (52 mål och 148 assists) samt drog på sig 1 514 utvisningsminuter på 663 grundspelsmatcher. Han spelade också på lägre nivåer för New Haven Nighthawks i AHL, Colorado Rangers och Kalamazoo Wings i IHL och Lethbridge Broncos och Calgary Wranglers i WHL.
Tinordi blev aldrig draftad av någon NHL-organisation.
Han är far till ishockeybacken Jarred Tinordi som spelar både för Montreal Canadiens i NHL och Hamilton Bulldogs i AHL.